# قرار مجلس الأمن التابع للأمم المتحدة رقم 1139
قرار مجلس الأمن التابع للأمم المتحدة رقم 1139، المتخذ بالإجماع في 21 تشرين الثاني / نوفمبر 1997، بعد النظر في تقرير الأمين العام كوفي عنان بشأن قوة الأمم المتحدة لمراقبة فض الاشتباك، أشار المجلس إلى جهودها لإحلال سلام دائم وعادل في الشرق الأوسط.
ودعا القرار الأطراف المعنية إلى التنفيذ الفوري للقرار 338 (1973). وجدد ولاية قوة المراقبين لمدة ستة أشهر أخرى حتى 31 أيار / مايو 1998 ، وطلب من الأمين العام تقديم تقرير عن الحالة في نهاية تلك الفترة.
وذكر تقرير الأمين العام أن الوضع بين إسرائيل وسوريا ظل هادئاً على الرغم من استمرار خطورة الوضع في الشرق الأوسط ككل. وقتل جنديان تابعان لقوة الأمم المتحدة لمراقبة فض الاشتباك على يد مجهولين وتجري سوريا تحقيقاً.

## روابط خارجية
- نص القرار في undocs.org